# Вотерфорд (Коннектикут)
Вотерфорд (англ. Waterford) — місто (англ. town) в США, в окрузі Нью-Лондон штату Коннектикут. Населення — 19 571 особа (2020).

## Демографія
Згідно з переписом 2010 року, у місті мешкало 19 517 осіб у 8005 домогосподарствах у складі 5335 родин. Було 8634 помешкання
Расовий склад населення:
| - 89,4 % — білих - 3,7 % — азіатів - 2,5 % — чорних або афроамериканців - 0,5 % — корінних американців - 1,3 % — осіб інших рас |

До двох чи більше рас належало 2,5 %. Частка іспаномовних становила 4,7 % від усіх жителів.
За віковим діапазоном населення розподілялося таким чином: 20,9 % — особи молодші 18 років, 59,0 % — особи у віці 18—64 років, 20,1 % — особи у віці 65 років та старші. Медіана віку мешканця становила 46,1 року. На 100 осіб жіночої статі у місті припадало 94,1 чоловіків;  на 100 жінок у віці від 18 років та старших — 90,6 чоловіків також старших 18 років.
Середній дохід на одне домашнє господарство  становив 99 957 доларів США (медіана — 79 175), а середній дохід на одну сім'ю — 121 145 доларів (медіана — 101 131). Медіана доходів становила 73 469 доларів для чоловіків та 58 925 доларів для жінок. За межею бідності перебувало 6,5 % осіб, у тому числі 8,8 % дітей у віці до 18 років та 7,5 % осіб у віці 65 років та старших.
Цивільне працевлаштоване населення становило 9660 осіб. Основні галузі зайнятості: освіта, охорона здоров'я та соціальна допомога — 24,9 %, виробництво — 13,9 %, науковці, спеціалісти, менеджери — 12,6 %, мистецтво, розваги та відпочинок — 11,8 %.